# Miss Monde 1963
Miss Monde 1963, est la 13e élection de Miss Monde, qui s'est déroulée au Lyceum Theatre de Londres, au Royaume-Uni, le 7 novembre 1963. La lauréate du concours est Carole Crawford, Miss Jamaïque 1963. Elle a été couronnée par l'hollandaise Catharina Lodders, Miss Monde 1962. Elle est la première jamaïcaine à remporter le titre de Miss Monde.

## Résultats
| Résultat Final  | Candidates |
| --------------- | --- |
| Miss Monde 1963 | - Jamaïque - Carole Crawford |
| 1re Dauphine    | - Nouvelle-Zélande - Elaine Miscall |
| 2e Dauphine     | - Finlande - Marja-Liisa Ståhlberg |
| 3e Dauphine     | - Danemark - Aino Korwa |
| 4e Dauphine     | - Suède - Grete Qviberg |
| 5e Dauphine     | - France - Muguette Fabris |
| 6e Dauphine     | - Royaume-Uni - Diana Westbury |
| Top 13          | - Brésil - Vera Lúcia Ferreira Maia - Ceylon - Jennifer Anne Fonseka - Colombie - María Eugenia Cucalón Venegas - Corée du Sud - Choi Keum-shil - Liberia - Ethel Zoe Norman - Malaisie - Catherine Loh - États-Unis - Michele Metrinko |

## Candidates

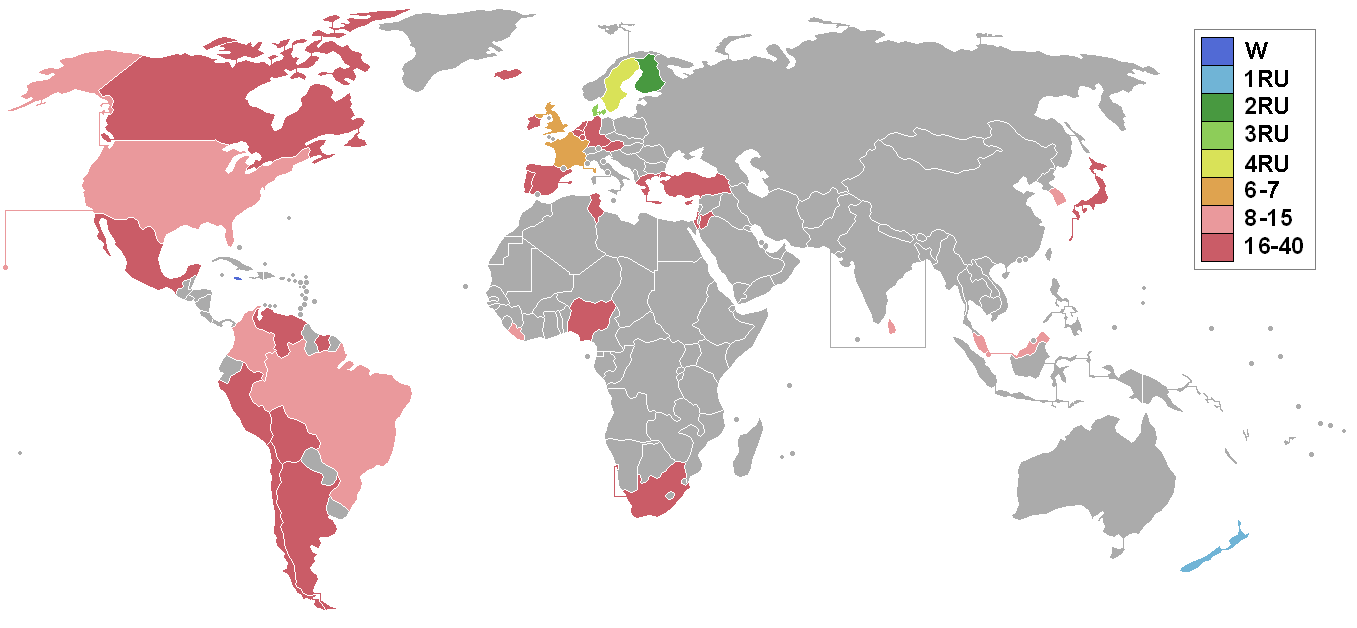
Pays des participantes et résultats

- Afrique du Sud - Louise Crous
- Allemagne - Susie Gruner
- Argentine - Diana Sarti
- Autriche - Sonja Russ
- Belgique - Irène Godin
- Bolivie - Rosario Lopera
- Brésil - Vera Lúcia Ferreira Maia
- Canada - Jane Kmita
- Ceylon - Jennifer Ann Fonseka
- Chili - María del Pilar Aguirre
- Colombie - María Eugenia Cucalón Venegas
- Chypre - Maro Zorna
- Corée du Sud - Choi Keum-shil
- Danemark - Aino Korwa
- Espagne - Encarnación Zalabardo
- États-Unis - Michele Metrinko
- Finlande - Marja-Liisa Ståhlberg
- France - Muguette Fabris
- Grèce - Athanasia Soula Idromenou
- Pays-Bas - Hanny Ijsbrandts
- Irlande - Joan Power
- Islande - María Ragnarsdóttir
- Israël - Sara Talmi
- Jamaïque - Carole Joan Crawford
- Japon - Miyako Harada
- Jordanie - Despo Drakolakis
- Liberia - Ethel Zoe Norman
- Luxembourg - Catherine Paulus
- Malaisie - Catherine Loh
- Mexique - Beatriz Martínez Solórzano
- Nigeria - Gina Onyejiaka
- Nouvelle-Zélande - Elaine Miscall
- Pérou - Lucía Buonnani
- Portugal - Maria Penedo
- Royaume-Uni - Diana Westbury
- Suède - Grete Qviberg
- Suriname - Virginia Blanche Hardjo
- Tunisie - Claudine Younes
- Turquie - Gulseren Kocaman
- Venezuela - Milagros Galíndez

## À propos des pays participants

### Débuts
- Chili
- Colombie
- Liberia
- Malaisie
- Mexique
- Nigeria

### Retours
Dernière participation en 1958
- Turquie

Dernière participation en 1959
- Pérou

Dernière participation en 1961
- Bolivie
- Ceylon
- Suriname
- Tunisie

### Désistements
- Inde
- Italie
- Uruguay